# Bataille d'Ysterspruit
Seconde guerre des Boers
La bataille d'Ysterspruit a eu lieu le 25 février 1902 durant la seconde guerre des Boers à Ysterspruit, à 20 km à l'ouest de Klerksdorp. Les Boers dirigés par Koos de la Rey ont vaincu les Britanniques dirigés par le colonel William Anderson.